# Tidslinje över kalla kriget
Detta är en tidslinje över kalla kriget

## 1940-talet
- Londonprotokollet
- Jaltakonferensen
- Operation Unthinkable
- Potsdamkonferensen
- Gouzenkoaffären
- Irankrisen 1946
- Kinesiska inbördeskriget
- Inbördeskriget i Grekland
- Omvärdering av Tysklandsfrågan
- Trumandoktrinen
- Marshallplanen
- Pragkuppen
- Jugoslavisk-sovjetiska brytningen
- Berlinblockaden
- Västmakternas svek
- Järnridån
- Östblocket

## 1950-talet
- Koreakriget
- Indokinakriget
- Operation Ajax
- Folkupproret i Östtyskland 17 juni 1953
- Militärkuppen i Guatemala 1954
- Första taiwanesiska sundkrisen
- Genèvekonferensen
- Poznańrevolten
- Ungernrevolten
- Suezkrisen
- Sputnikkrisen
- Andra taiwanesiska sundkrisen
- Kubanska revolutionen
- Köksdebatten
- Bandungkonferensen
- Bricker Amendment
- McCarthyism
- Operation Gladio
- Hallsteindoktrinen
- Andra Berlinkrisen (1958–1963)

## 1960-talet
- Andra Berlinkrisen (1958–1963)
  - Berlinmuren
  - Berlinkonfrontationen
- Kongokrisen
- Kinesisk-sovjetiska brytningen
- U-2-affären
- Invasionen av Grisbukten
- Kubakrisen
- Vietnamkriget
- Militärkuppen i Brasilien 1964
- USA:s invasion av Dominikanska republiken
- Sydafrikanska gränskriget
- Statskuppen i Indonesien 1965
- Dominoteorin
- Bangkokdeklarationen
- Inbördeskriget i Laos
- Den grekiska militärjuntan 1967-1974 (Militärkuppen i Grekland 1967)
- Kulturrevolutionen
- Sino-indiska kriget 1962
- Pragvåren
- Gulaschkommunism
- Sino-sovjetiska gränskonflikten

## 1970-talet

### 1970
- 5 mars: Icke-spridningsavtalet, ratificeras av Storbritannien, Sovjetunionen och USA med flera.
- 18 mars: Lon Nol tar makten i Kambodja. Röda khmererna börjar attackera den nya regimen som inte vill ha utlänningar i Kambodja.
- 18 november: USA:s stöd till Kambodja och Lon Nol-regimen börjar.

### 1971
- 8 februari: Sydvietnamesiska trupper går in i Laos för att kapa Ho Chi Minhleden.
- 25 mars: Indo-pakistanska kriget 1971, Bangladesh blir självständigt från Pakistan.
- 3 september: Fyrmaktsavtalet undertecknas i Berlin av Storbritannien, Sovjetunionen, Frankrike och USA.
- 25 oktober: FN:s generalförsamling godkänner resolution 2758, där man erkänner Folkrepubliken Kina som en ensam legitim regering i Kina.
- 16 december: Bangladeshiska och indiska trupper besegrar Pakistan i Bangladeshs befrielsekrig. Bangladesh får erkännande från östblocket.

### 1972
- 21 februari: Nixon besöker Kina, det första besöket av en amerikansk president sedan folkrepublikens födelse.
- 30 mars: Nordvietnam invaderar Sydvietnam, men slås tillbaka av sydvietnamesiska trupper med stort amerikanskt luftunderstöd.
- 26 maj: SALT I-avtalet signalerar början på avspänningspolitiken mellan USA och Sovjetunionen.
- 1 september: Bobby Fischer besegrar Boris Spasskij i en schackmatch i Reykjavik, Island, och blir därmed den första officiella amerikanska stormästaren i schack.
- 2-28 september: Summit Series, en ishockeyturnering mellan Kanada och Sovjetunionen spelas.

### 1973
- 27 januari: Parisavtalen avslutar den amerikanska inblandning i Vietnamkriget. Kongressen stryper tillgångarna för fortsatta bombningar av Indokina.
- 11 september: Militärkuppen i Chile — Den demokratiskt valda socialistiska presidenten i Chile, Salvador Allende, avsätts och dör i en militärkupp ledd av general Augusto Pinochet stöttad av USA.
- 6 oktober: Oktoberkriget — Israel attackeras av Egypten och Syrien, kriget avslutas med en vapenvila.
- 22 oktober: Egypten defects to the American camp genom att acceptera ett amerikanskt förslag om vapenvila under Oktoberkriget.

### 1974
- juni: SEATO upplöses formellt efter att Frankrike gått ur organisationen.
- 9 augusti: Gerald Ford blir president i USA efter the Nixons avgång.
- 12 september: Den västvänliga monarkin i Etiopien, Haile Selassie, avlägsnas från tronen av den marxistisk militärjunta vid namn Derg.

### 1975
- 17 april: De maoistiska Röda khmererna tar kontroll i Kambodja och påbörjar ett folkmord som senare kom att benämnas "Dödens fält".
- 30 april: Nordvietnam invaderar Sydvietnam. Sydvietnam kapitulerar och de två länderna enas under en kommunistisk regering.
- 12 maj: Mayagüez-incidenten: Röda khmererna beslagtar ett amerikanskt containerfartyg, vilket resulterar i en amerikansk insats att återta fartyget med sin besättning. Besättningen skulle senare släppas.
- 25 juni: Portugal drar sig tillbaka från Angola och Moçambique där marxistiska regeringar installeras, den sista med stöd av kubanska trupper. Inbördeskriget engagerar båda nationerna och involverar angolier, moçambikier, sydafrikaner och kubaner, med supermakter som stödjer respektive ideologi.
- juli: Apollo-Sojuz-testprojektet äger rum. Det är den första gemensamma rymdfärden mellan USA och Sovjetunionen. Projektet ses som en symbol för avspänningspolitiken och ett slut för rymdkapplöpningen.
- 1 augusti: Helsingforskonferensen för Organisationen för säkerhet och samarbete i Europa skrivs under av USA, Kanada, Sovjetunionen och de europeiska länderna.
- 29 november: Pathet Lao tar makten i Laos.

### 1976
- 8 januari: Kinas premiärminister Zhou Enlai dör av cancer.
- 24 mars: Militärkuppen i Argentina 1976. Ett inbördeskrig mot den argentinskbaserade gerillan startar.
- 2 juli: Vietnam återförenas.
- 20 juli: USA:s trupper i Thailand dras tillbaka.
- 9 september: Mao Zedong dör.

### 1977
- 1 januari: Charta 77 undertecknas av tjeckoslovakiska förgrundsfigurer, däribland Václav Havel.
- 20 januari: Jimmy Carter blir USA:s president.
- 27 juni: Djibouti förklarar sig självständigt från Frankrike.
- 23 juli: Ogadenkriget börjar när Somalia attackerar Etiopien.

### 1978
- 15 mars: Ogadenkriget avslutas med en vapenvila.
- 25 december: En kommunistisk regim installeras i Afghanistan. Vietnam invaderar Kambodja.

### 1979
- 7 januari: Vietnam störtar Röda khmererna och installerar en Vietnam- och Sovjetvänlig regering.
- 16 januari: Iranska revolutionen avlägsnar den västvänliga iranska shahnen, Mohammad Reza Pahlavi och installerar en teokrati under Ayatollah Khomeini. Som ett resultat på detta upplöses CENTO.
- 17 februari: Kinesisk-vietnamesiska kriget - Kina attackerar Nordvietnam som straff för att man invaderat Kambodja.
- 9 maj: Krig bryter ut i El Salvador mellan marxistledda rebeller och den USA-stödda regeringen.
- 2 juni: Påve Johannes Paulus II påbörjar sitt första pastorala besök i sitt hemland Polen.
- 18 juni: SALT II-avtalen om kärnvapen undertecknas av Leonid Brezjnev och Jimmy Carter.
- 3 juli: President Carter undertecknar det första direktivet om ett hemligt bistånd till motståndarna mot den Sovjetvänliga regimen i Kabul, Afghanistan.[1]
- 17 juli: Marxistledda Sandinisterna störtar den USA-stödda Somozadiktaturen i Nicaragua. Contrasrörelsen påbörjas kort därefter.
- september: Nur Mohammed Taraki, den marxistiska presidenten i Afghanistan störtas och mördas. Posten tas över av premiärminister Hafizullah Amin.
- 24 december: Sovjetunionen invaderar Afghanistan för att rädda den förfallna kommunistregeringen där vilket resulterar i slutet för avspänningspolitiken.

## 1980-talet

### 1980
- 22 februari: USA:s ishockeylandslag besegrar Sovjetunionen i den sista gruppspelsmatchen i Olympiska vinterspelen i vad som kommer att kallas Miracle on Ice.
- 21 mars: USA och sina allierade bojkottar Olympiska sommarspelen 1980 (19 juli–3 augusti) i Moskva.
- 31 augusti: I Polen untecknas Gdańskavtalen efter en strejkvåg som startat vid Leninvarvet i Gdańsk. Avtalet tillät större medborgerliga rättigheter, som till exempel grundandet av självständig fackföreningsrörelse fri från det kommunistiska styrets kontroll.

### 1981
- 20 januari: Ronald Reagan svärs in som USA:s 40:e president. Reagan hade valts med ett partiprogram som motsatte sig avspänningspolitik.
- 19 augusti: Incidenten i Sidrabukten: Libyska jaktplan planerar att attackera amerikanska i Sidrabukten som Libyen illegalt hade annekterat. Två libyska jaktlfyg sköts ner, inga amerikanska förluster.
- 3 september: Polen och Solidaritet-strejken.
- 27 oktober: Den sovjetiska ubåten U 137 går på grund inte långt från örlogsbasen i Karlskrona.
- 23 november: CIA börjar stöda Contras kamp mot Sandinisterna.

### 1982
- 2 april: Argentina invaderar Falklandsöarna och startar därmed Falklandskriget.
- 30 maj: Spanien går med i Nato.
- 6 juni: Israel invaderar Libanon för att sätta stopp för räder och stridigheter med syrianska trupper som är baserade där.
- 14 november: Jurij Andropov blir Sovjetunionens generalsekreterare.

### 1983
- 1 september: Korean Air Lines Flight 007 med 269 passagerare, däribland den amerikanska kongressledamoten Larry McDonald, skjuts ner av ett sovjetiskt jaktplan.
- 25 oktober: USA invaderar den karibiska ön Grenada för att störta den marxistiska militära regeringen, utvisa kubanska trupper och stoppa den sovjetbekostade bygget av en landningsbana.
- 2 november: NATO-övningen Able Archer 83: Sovjetiskt luftvärn misstar ett test av en kärnvapenrobot som en fejkad Nato-attack; som svar sätts Sovjets nukleära trupper i högsta beredskap.

### 1984
- januari: USA president Ronald Reagan ger ett utrikespolitiskt tal där han förstärker sina tidigare ståndpunkter.
- 13 februari: Konstantin Tjernenko blir Sovjetunionens ledare
- 28 juli: Flera sovjetiska allierade bojkottar Olympiska sommarspelen 1984.
- 16 december: Margaret Thatcher och den brittiska regeringen håller ett möte med Michail Gorbatjov vid Chequers i hopp om ett nystartade dialoger med de sovjetiska ledarna.

### 1985
- 11 mars: Michail Gorbatjov blir Sovjetunionens ledare.
- 6 augusti: Vid sammanfallandet med 40-årsdagen av atombombningen av Hiroshima, påbörjar Sovjetunionen vad som sägs var ett fem månaders långt ensidigt uppehåll vad gäller kärnvapenprovsprängning. Reaganadministration avfärdar det dramatiska yttrandet med att påstå att de inte är inget mer än propaganda, och vägrar göra detsamma. Gorbatjov uttalar flera förlängningar utan att USA samverkar, och uppehållet avbryts den 5 februari 1987.
- 21 november: Reagan och Gorbatjov möts för första gången vid ett möte Genève, Schweiz, där de kommer överens om två (senare tre) till möten.

### 1986
- 13 februari: Frankrike påbörjar Operation Sparvhök i ett försök att avvärja den libyska invasionen av Tchad.
- 15 april: USA bombar Libyen (Operation El Dorado Canyon).
- 26 april: Tjernobylolyckan: Ett sovjetiskt kärnkraftverk i Ukraina exploderar och resulterar i den värsta kärnkraftsolyckan någonsin.
- 11-12 oktober: Reykjavikkonferensen: USA:s president Ronald Reagan och Sovjetunionens ledare Michail Gorbatjov möts i Reykjavik, Island och når nästan ett genombrott i frågan om kärnvapenkontrollen.
- 3 november: Iran-Contras-affären: Reaganadministrationen tillkännager att man har sålt vapen till Iran för att frige gisslan och pengarna Iran hade betalt för vapnen hade man flyttat över till den antikommunistiska gerillan Contras i Nicaragua.

### 1987
- juni: Gorbatjov tillkännager glasnost (öppenhet) och perestrojka (nydaning). Gorbatjovs mål med glasnost är att pressa de konservativa inom partiet som motsätter sig hans politiska och ekonomiska omstrukturering - perestrojka. Michail Gorbatjov hoppas att genom olika led av öppenhet och yttrandefrihet kommer de sovjetiska folket stötta och delta i perestrojka.
- 10 september: Slaget vid Cuito Cuanavale (Angola) börjar.
- 8 december: INF-avtalet undertecknas i Washington, D.C. av amerikanska presidenten Ronald Reagan och den sovjetiska ledaren Michail Gorbatjov. Vissa, till exempel Eric Hobsbawm, skulle senare påstå att det här var slutet de jure av Kalla kriget.; Gorbatjov går med på START I-avtalet.

### 1988
- 22 februari: Incident: USS Yorktown (CG-48) och USS Caron (DD-970) rammas utanför Krimhalvön efter man trängt in på sovjetiskt territorialvatten.
- 15 maj: Sovjetunionen börjar dra sig tillbaka från Afghanistan.
- 22 december: Sydafrika drar sig tillbaka från Sydvästafrika (Namibia).

### 1989
- 20 januari: George H. W. Bush svärs in som USA:s 41:a president.
- 2 februari: De sovjetiska styrkorna dras tillbaka från Afghanistan.
- juni: I Polen hålls östblockets första fria parlamentsval och den demokratiska oppositionen vinner en förkrossande seger.
- 4 juni: Protesterna på Himmelska fridens torg slås ner av den kommunistiska kinesiska regeringen.
- september:  Polen får en ny icke-kommunistisk regering.
- oktober: De fredliga Måndagsdemonstrationerna i Östtyskland växer till avgörande styrka för att hota regimens överlevnad.
- 9 november: Berlinmuren öppnas. Revolutioner i Östeuropa: Sovjetunionen reformeras och bankruttläget tillåter Östeuropa att stå upp mot kommunistregeringarna där.
- 3 december: Vid slutet av Maltakonferensen förklarar den sovjetiska ledaren Michail Gorbatjov och den amerikanska presidenten George H. W. Bush att en långvarig fredsperiod har påbörjats. Många observatörer anser att det här mötet var det officiella början för slutet av Kalla kriget.
- 14 december: Demokratin återställs i Chile.
- 16-25 december: Rumänska revolutionen. Folkmassa störtar den kommunistiska regimen, och avrättar Nicolae Ceaușescu och hans fru Elena. Rumänien var det enda landet i östblocket att avsätta sin kommunistiska regim och avrätta ledarna.

## 1990-talet

### 1990
- 30 januari: Polska förenade arbetarpartiet upplöses, vilket tillåter demokratin att återupprättas i Polen.
- 31 januari: USA:s Operation Just Cause avslutas, Operation Promote Liberty inleds i Panama.
- 11 mars: Litauen förklarar sig självständigt från Sovjetunionen.
- 3 april: Bulgariens kommunistiska parti, Bulgariens styrande parti; upplöses.
- 29 maj: Boris Jeltsin blir vald till Rysslands president.
- 2 augusti: Irak invaderar Kuwait, början på Gulfkriget.
- 20 augusti: Estland förklarar sig självständigt från Sovjetunionen.
- 23 augusti: Armenien förklarar sig självständigt från Sovjetunionen.
- 3 oktober: Tyskland återförenas.
- 15 oktober: Michail Gorbatjov tilldelas Nobels fredspris.

### 1991
- 28 februari: Gulfkriget avslutas.
- 1 juli: Warszawapakten upplöses.
- 19 augusti: Augustikuppen i Sovjetunionen 1991. En kupp genomförs som svar på att ett nytt unionsavtal skulle skrivas den 20 augusti.
- 22 augusti: Kuppen upplöses.
- 24 augusti: Ukraina förklarar sig självständigt från Sovjetunionen.
- 27 augusti: Moldavien förklarar sig självständigt från Sovjetunionen.
- 31 augusti: Uzbekistan och Kirgizistan förklarar sig självständigt från Sovjetunionen.
- 25 december: Den amerikanska presidenten George H. W. Bush genomför sitt jultal och meddelar därmed Kalla krigets slut efter fått ett telefonsamtal från Boris Jeltsin.
- 25 december: Michail Gorbatjov avgår som president i Sovjetunionen. Hammaren och skäran sänks ner för sista gången över Kreml.
- 26 december: Ledamöterna i Sovjetunionens högsta sovjet erkänner Sovjetunionens upplösning.